# Rivière Rouge (vattendrag i Kanada, Québec, lat 45,57, long -74,33)
Rivière Rouge är ett vattendrag i Kanada.   Det ligger i provinsen Québec, i den sydöstra delen av landet, 110 km öster om huvudstaden Ottawa.
Omgivningarna runt Rivière Rouge är en mosaik av jordbruksmark och naturlig växtlighet. Runt Rivière Rouge är det ganska glesbefolkat, med 39 invånare per kvadratkilometer.